# Günter Siebert
Günter Siebert (Kassel, 1930. december 15. – Eckernförde, 2017. június 16.) német labdarúgó, csatár, sportvezető.

## Pályafutása
1950 és 1964 között a CSC 03 Kassel, a Schalke 04, a Hessen Kassel és a Gladbeck 1920/52 labdarúgója volt. Az 1957–58-as idényben a Schalke bajnokcsapatának a tagja volt. Visszavonulása után három különböző időszakban a Schalke 04 elnöke volt.

## Sikerei, díjai
Schalke 04
- Nyugatnémet bajnokság
  - bajnok: 1957–58